# Bristol Pegasus

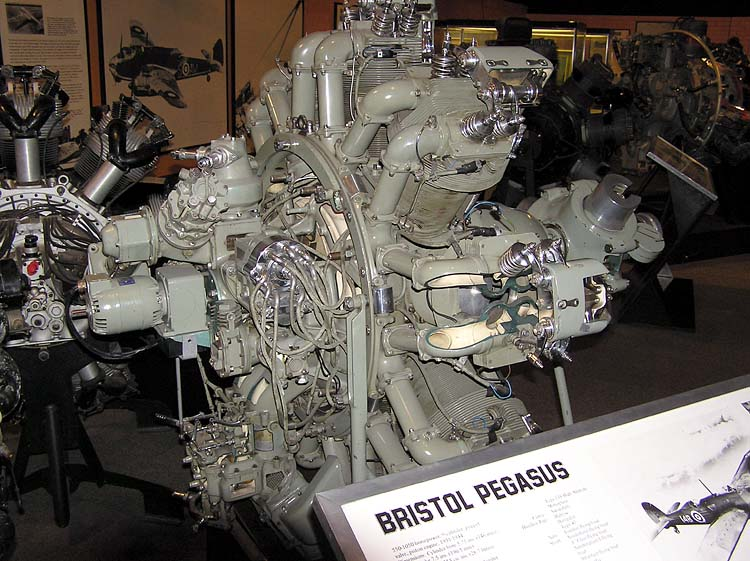
Bristol Pegasus

Der Bristol Pegasus war ein Flugmotor aus einer Reihe von luftgekühlten Neunzylinder-Sternmotoren des britischen Herstellers Bristol Aeroplane Company in Filton/Bristol.

## Entwicklung
Grundlage für die Entwicklung des Pegasus war der Bristol Mercury. Roy Fedden, der Chefingenieur von Bristol, vergrößerte den Hub bei gleichbleibender Bohrung von bisher 165 auf nun 190,5 mm, wodurch der Gesamthubraum auf 28,7 l anstieg. Die Entwicklung hatte 1928 begonnen und endete 1931 mit der Serienreife des nun als Pegasus bezeichneten Motors.

## Beschreibung
Der Motor hatte aus Leichtmetall geschmiedete Zylinderköpfe mit jeweils vier hängenden Ventilen, die über Stoßstangen betätigt wurden. Die Auslassventile waren natriumgekühlt und bestanden, wie die Ventilsitze, aus Hartmetall. Der zweireihige Nockenring lief vor den Zylindern mit entgegengesetzter Drehrichtung zur Kurbelwelle und war 1:8 untersetzt. Er betätigte die von ovalen Schutzrohr ummantelten Stoßstangen über Rollenstößel. Die Zylinder waren aus einem Stahlschmiedestück herausgearbeitet und hatten gehärtete Laufflächen. Die Zylinderköpfe wurden auf die Zylinder aufgeschrumpft und dort befestigt. Die aus Leichtmetall geschmiedeten Vollschaft-Kolben wurden vollständig bearbeitet. Sie hatten je zwei Kompressions- und Abstreifringe. Die Kolbenbolzen waren einsatzgehärtet. Die Pleuel mit I-Profil waren im Gesenk geschmiedet, ebenso wie die in Wälzlagern gelagerte zweiteilige Kurbelwelle. Deren vorderer Teil mit dem Kurbelzapfen war komplett oberflächengehärtet. Das aus Leichtmetall gegossene Kurbelgehäuse war vertikal geteilt. Mit Schmieröl wurde der Motor durch eine Trockensumpfumlaufschmierung versorgt. Sowohl für den Druck als auch für die Rückförderung waren Zahnradpumpen vorhanden, die zusammen in einem Gehäuse saßen. Jede hatte ihren eigenen Ölfilter. Die Luftschraube wurde über ein Planetengetriebe mit verringerter Drehzahl angetrieben.
Als Vergaser wurde ein Modell von Claudel-Hobson verwendet, das mit einer Beschleunigungspumpe und Gemischregelung ausgerüstet war. Für die Aufladung sorgte ein Radialgebläse aus Aluminium, das über eine Fliehkraftkupplung und ein Getriebe mit der Kurbelwelle verbunden wurde. Es war hinter dem Motor montiert. Das Zweigang-Gebläse wurde durch drei hydraulisch betätigte Kupplungen betätigt, die vom Motorschmierkreislauf mit Drucköl versorgt wurden. Die beiden Zündanlagen besaßen eine Zündzeitpunktverstellung und waren vollständig abgeschirmt. Gestartet wurde der Motor über ein Startergetriebe entweder elektrisch oder manuell.
Am Motor saß ein Getriebe mit mehreren Abtrieben für die Hilfsgeräte. Daran konnten eine Kraftstoffpumpe, zwei Luftverdichter, eine Lichtmaschine, eine Hydraulikpumpe und eine Vakuumpumpe montiert werden. Ab der Motorversion Mk. XVIII wurde auch die Propellerverstellung von diesem Getriebe aus betätigt.

## Ausführungen
Der Motor wurde in einer ganzen Reihe von Ausführungen gebaut. Für ihre Bezeichnung existierte ein eigener Typschlüssel.
Die erste Nummer gab die Baureihe an. Ein Buchstabe oder eine Zahl, die an 2. oder 3. Stelle folgte, bedeutete:
F  Gebläse mit Motordrehzahl
U  Bodenlader, 4,5:1 übersetzt, Volldruckhöhe 150 m
L  Bodenlader, 5,7:1 übersetzt, Volldruckhöhe 450 m
M  Lader, 7:1 übersetzt, Volldruckhöhe 1500–2100 m
P  Druckluftschraube
S  Höhenlader, 10:1 Übersetzt, Volldruckhöhe 3050–4300 m
2  Luftschraubenuntersetzungsgetriebe i= 0,655
2A Luftschraubenuntersetzungsgetriebe i= 0,666
3  Luftschraubenuntersetzungsgetriebe i= 0,5
4  Luftschraubenuntersetzungsgetriebe i= 0,572
Der Motor leistete zunächst 546 PS, wurde aber ständig weiterentwickelt. Der Pegasus XVII von 1937 mit 2-Gang-Lader leistete bereits 815 PS, der XXV hatte schon 1010 PS. Die Leistungssteigerung wurde auch durch die Einführung von Kraftstoffen höherer Oktanzahl ermöglicht. Zunächst waren 73 Oktan für die Motorauslegung zugrunde gelegt. Ab der Ausführung Mk. X, die bereits Kraftstoff mit 87 Oktan erforderte, konnten alle Motoren mit Verstellpropellern betrieben werden. Ab 1940 wurde Kraftstoff mit 100 Oktan verfügbar, was eine entsprechende Anpassung der Motoren erforderte. Ältere Motoren wurden teilweise umgebaut. Auch konnten die Drehzahlen im Laufe der Entwicklung gesteigert werden. Lag zunächst die Obergrenze bei 2300 min-1, wurde sie später bis auf 3120 min-1 gesteigert, allerdings zulässig nur für 20 Sekunden.
Als Erster wurde der Pegasus Mk. I in Serie gebaut, der, abhängig vom Lader, zwischen 535 und 590 PS Leistung abgab. Mit der Ausführung S3 dieses Motors gelang es im September 1932, mit einer Vickers Vespa VII den absoluten Höhenweltrekord von 13.403 m aufzustellen. 1933 konnte eine ebenfalls mit diesem Motor ausgerüstete Westland PV-3 erstmals den Mount Everest überfliegen. Der Motor wurde weit verbreitet eingesetzt, etwa bei der Hawker Hart, der Blackburn Ripon oder der Boulton & Paul Overstrand.
1934 kam die Ausführung Mk. II hinzu, die bei gleicher Oktanzahl eine höhere Leistung zwischen 595 PS und 625 PS lieferte. Eine Ausführung, der Mk. IIP wurde für Druckluftschrauben ausgelegt und kam bei der Supermarine Walrus zum Einsatz.
Die Ausführung Mk. III stand ab 1935 zur Verfügung und wurde für Kraftstoff mit 87 Oktan ausgelegt. Der Motor leistete nun 690–700 PS und wurde bei vielen Flugzeugen verwendet, von denen die bekannteste wohl die Fairey Swordfish ist. 1935 wurde der Typschlüssel bereinigt und bestimmte Ausführungen erhielten eigene Nummern. Der Mk. IV entsprach dem Mk. III mit Höhenlader und Luftschraubenuntersetzungsgetriebe 0,5:1, der Mk. V besaß einen Mitteldrucklader und eine Untersetzung von 0,572:1. Aus dieser Ausführung entstand 1937 der Mk. VI mit einem Untersetzungsgetriebe von 0,666:1. Verwendet wurde er sowohl bei der Douglas DC-2, der für den Irak bestimmten Hawker Audax und den Junkers Ju 52/3m und Junkers Ju 86, welche Südafrika bestellt hatte. Eine Druckschraubenausführung Mk. VIP stand wieder für die Walrus zur Verfügung.
Eine besondere Version des Motors war der Mk. PE.VIS mit einer Leistung von 500 PS. Er wurde speziell für den Angriff auf den absoluten Höhenweltrekord entworfen. Zum vorhandenen Höhenlader wurde ein getrennter weiterer Verdichter eingebaut, der über eine Welle mit schaltbarer Kupplung vom Motor angetrieben wurde. Das Triebwerk wurde in die Bristol 138A eingebaut. Am 28. September 1936 konnte damit zunächst eine Höhe von 15.230 m erreicht werden, die am 30. Juni 1937 nochmals auf 16.439 m verbessert wurde.
Die Ausführung Mk. X wurde 1936 vorgestellt und war für Kraftstoff mit 87 Oktan ausgelegt. Bei auf 2750 min-1 erhöhter Drehzahl stieg die Leistung auf 980 PS. Eingebaut wurde diese Ausführung unter anderem bei der Bristol Bombay, der Handley Page Harrow und der Vickers Wellesley. Die Ausführung XC ist eine von Imperial Airways geforderte, im Gewicht reduzierte Version, die 900 PS leistete. Dieser leichtere Motor wurde in der Short Syrinx, Short Empire und in dem Flugboot eingesetzt, das die unteren Komponente der Short Mayo Composite bildete.
Auf der Basis der leichteren Ausführung wurden 1937 die beiden Ausführungen Mk. XVII und Mk. XVIII vorgestellt, die 815 PS abgaben, auf 87-Oktan-Treibstoff ausgelegt waren und sich nur durch die unterschiedlichen Luftschraubenuntersetzungen voneinander unterschieden. Beide verfügten über einen 2-Gang-Höhenlader und fanden breite Verwendung, etwa in der Short Sunderland, der Vickers Wellesley und der Vickers Wellington.
Die ebenfalls 1937 herausgebrachten Ausführungen Mk. XV (725 PS), Mk. XIX (835 PS) und Mk. XX (835 PS) hatten einen kleineren Verdichter, der vom Bristol Mercury stammte.
Die Mk. 22 Ausführung basierte auf dem Mk. X, hatte jedoch eine Propellerwelle mit 100 mm Durchmesser, um Verstellpropeller von Rotol oder de Havilland montieren zu können. Für eine spezielle Langstreckenversion der Vickers Wellesley, die bei der Long Range Development Unit für den Angriff auf den Flugstreckenweltrekord vorbereitet wurde, entstand die Version Mk. 22 LR. Die Maschine legte 1938 nonstop und ohne Auftanken 13.263 km zurück.
Die Varianten Mk. 25, Mk. 26 und Mk. 27 waren mit 1010 PS Dauerleistung die leistungsstärksten der Pegasus-Reihe und unterschieden sich untereinander nur in der Getriebeuntersetzung.
Der Pegasus 38 entsprach dem Pegasus XVIII, besaß aber nur den langsameren Ladergang. Der Motor wurde für die gewerbliche Luftfahrt angeboten und in der zivilen Short Sunderland und Short Sandringham verwendet, ebenso wie der Pegasus 48, der aber technisch dem Pegasus XVIII entsprach, bis auf einige, nur für zivile Zwecke verwendbare Ausrüstungsteile. Dies waren die letzten Ausführungen des Pegasus.

## Lizenzfertigung
Der Bristol Pegasus wurde unter anderem in Schweden bei NOHAB und in der Tschechoslowakei bei Walter Engines a.s. in Lizenz hergestellt.

## Technische Daten
```
               Bohrung    Hub  Hubraum  Durchmesser  Gewicht Startleistung Drehzahl
                    mm     mm        l           mm       kg            PS    min-1
Pegasus XC         146  190,5     28,7         1405    476,7           920     2475
Pegasus 22         146  190,5     28,7         1405    501,6          1010     2600
Pegasus XVIII      146  190,5     28,7         1405    476,7           965     2475
                                                        Mit 100 Oktan 1050     2600
```